# 第5回オースティン映画批評家協会賞
『第5回オースティン映画批評家協会賞』は、オースティン映画批評家協会が2009年の映画に贈る賞である。

## トップ10
1. 『ハート・ロッカー』
2. 『スター・トレック』
3. 『カールじいさんの空飛ぶ家』
4. 『シングルマン』
5. 『マイレージ、マイライフ』
6. 『アバター』
7. 『イングロリアス・バスターズ』
8. 『第9地区』
9. 『かいじゅうたちのいるところ』
10. (同順) 『月に囚われた男』、『メッセンジャー』[1]

## 受賞
- 主演男優賞：
  - コリン・ファース - 『シングルマン』

- 主演女優賞：
  - メラニー・ロラン - 『イングロリアス・バスターズ』

- アニメ映画賞
  - 『カールじいさんの空飛ぶ家』

- 撮影賞：
  - バリー・アクロイド - 『ハート・ロッカー』

- 監督賞：
  - キャスリン・ビグロー - 『ハート・ロッカー』

- ドキュメンタリー映画賞：
  - 『アンヴィル! 夢を諦めきれない男たち』

- 作品賞：
  - 『ハート・ロッカー』

- 第一回作品賞：
  - 『第9地区』 - ニール・ブロムカンプ

- 外国語映画賞：
  - 『闇の列車、光の旅』（ スペイン）

- 作曲賞：
  - 『カールじいさんの空飛ぶ家』 - マイケル・ジアッチーノ

- 助演男優賞：
  - クリストフ・ヴァルツ - 『イングロリアス・バスターズ』

- 助演女優賞：
  - アナ・ケンドリック - 『マイレージ、マイライフ』

- 脚色賞：
  - 『マイレージ、マイライフ』 - ジェイソン・ライトマン、シェルドン・ターナー

- 脚本賞：
  - 『イングロリアス・バスターズ』 - クエンティン・タランティーノ

- ブレイクスルー・アーティスト賞：
  - クリスチャン・マッケイ - 『僕と彼女とオーソン・ウェルズ』

- オースティン映画賞：
  - 『僕と彼女とオーソン・ウェルズ』 - リチャード・リンクレイター[1]